# Pantaleón Gómez
Pantaleón Gómez (Buenos Aires, 5 de abril de 1833-ibidem, 7 de febrero de 1880) fue un político argentino que peleó en Cepeda y Pavón, participó en las batallas de Yatay, Curupaytí y Tuyuití, combatió contra López Jordán en Santa Rosa y fue uno de los que arriesgó su vida brindando solidaridad durante la epidemia de fiebre amarilla de principios de 1871 en la ciudad de Buenos Aires.

## Biografía
Pantaleón Gómez nació en 1833 y al momento de su muerte se desempeñaba como director del diario El Nacional (en Buenos Aires) y sus columnas atacaban con ingenio y dureza al general Lucio Victorio Mansilla. A los duelos escritos le sucedió el duelo en el campo del honor. Los hombres se encontraron en la quinta del escribano Tulio Méndez el sábado 7 de febrero de 1880. Los padrinos de Mansilla fueron los coroneles Uriburu y Godoy, y los de Gómez, los coroneles Meyer y Lagos. El día era caluroso y el cielo estaba despejado. Los hombres se saludaron y caminaron diez pasos en dirección contraria, se dieron vuelta y apuntaron. Gómez dijo: «Yo no mato a un hombre de talento», y disparó tres veces al suelo. Mansilla dijo: «Al tercer botón de la camisa», y le disparó al corazón. Gómez cayó. Mansilla corrió a su lado, lo abrazó y con los ojos llenos de lágrimas le besó la frente.
Una multitud acompañó a Gómez al cementerio. Hablaron más de diez oradores. El último discurso fue el de Domingo Faustino Sarmiento:

"¡Muerto!... Pantaleón Gómez, el simpático, el fervoroso, el leal, el verídico, el arrogante joven. ¡Muerto! Lo ha muerto ese exceso de vida que rebulle en la juventud y brota por los poros en palabras, en pasiones, en ideas, en sentimientos, en patriotismo, prodigado sin reservas. Era Gómez el comienzo de una obra que tenía mucho de bueno, de noble y de generoso. ¡Imitadlo jóvenes! Escasea la verdad en nuestro mercado político. ¡Ay! Hemos perdido a un buen amigo y el país a un atleta joven que ensayaba sus fuerzas. Esa sepultura cavada casi en el umbral de la vida, este amigo joven que debió dejarme a mí aquí y seguir su camino, os dirige un consejo: no derrochéis la vida, no arrojéis al aire a puñados los sentimientos de honor, de patriotismo, de inteligencia. Tan nobles dotes os fueron dadas no para florecer al primer rayo de sol y morir en seguida, sino para dar frutos sazonados. Los restos de Pantaleón Gómez quedan aquí, en nuestros corazones la memoria de su hidalguía, pero en la superficie de la tierra, en esta patria que todos debemos enriquecer, Pantaleón Gómez no deja obra acabada a causa de darse prisa sin motivo suficiente, a mostrar que sabía morir, aún fuera del campo de batalla, como bueno."

Mansilla nunca pudo olvidar esa tragedia. La muerte de Pantaleón Gómez lo acompañó hasta el fin de sus días. Era su lado oscuro, el costado negro de su historia. Al día siguiente (domingo 8 de febrero de 1880), el Gobierno lo envió a Europa para adquirir armamentos, estudiar las posibilidades inmigratorias y asistir a un congreso de electricistas en París (Francia). Ningún juez lo acusó y la única sanción pública que recibió por esta muerte fue la de la masonería. Mansilla regresó a Argentina en 1882.